# Государственный музей декоративного искусства (Буэнос-Айрес)
Государственный музей декоративного искусства (исп. National Museum of Decorative Arts) — художественный музей в районе Реколета, в Буэнос-Айресе.

## История
История музея была положена в 1897 году семейной парой двух выдающихся членов аргентинского высшего общества конца XIX — начала XX веков: Матиасом Эррасурисом, сыном чилийских эмигрантов, и Жозефиной де Альвеар, внучкой лидера эпохи независимости Карлоса Марии де Альвеара.
Они заказали французскому архитектору Рене Сержану в 1911 году проект особняка для будущего выхода Эрразуриса на пенсию из дипломатического корпуса, в котором он был послом Аргентины во Франции в течение нескольких лет. Богато украшенное здание в неоклассическом стиле вдохновила семью Босхов на постройку аналогичного дворца неподалеку (в настоящее время резиденция посла США). После завершения строительства особняка в 1916 году пара посвятила два года украшению дворца, закупив большое количество антиквариата и других предметов искусства.
Однако, когда г-жа Эрразурис умерла в 1935 году, вдовец завещал особняк аргентинскому правительству по совету сына и дочери. Национальный музей декоративного искусства был основан в 1937 году.

## Здание
Аргентинское государство приобрело резиденцию Эрразуриса и семейные коллекции произведений искусства, составившие основу музея, который был основан 18 декабря 1937 года. Проект здания, как образец чистой эклектики, был разработан французским архитектором Рене Сержаном в 1911 году. Из-за трудностей, вызванных Первой мировой войной особняк был закончен лишь в 1917 году. Его внушительный и строгий фасад напоминает французский неоклассицизм XVIII века, особенно работы Жака А. Габриэля, архитектора при дворе Людовика XV. Здание имеет четыре уровня, которые видны с внешнего фасада: на цокольном этаже окна подвалов. Гигантские коринфские колонны фасада покрывают два самых важных уровня: главный этаж с круглыми арками, ведущими в сад и террасу, и второй этаж, где были расположены семейные комнаты. На верхнем этаже, в мансарде, были комнаты слуг, окна которых были скрыты балюстрадой.

## Коллекция
В музее находится двенадцать выставочных залов и девять постоянных коллекций, содержащих более 4 тыс. экспонатов. Среди наиболее выдающихся:
- картины: «Иисус, несущий крест» Эль Греко, «Жертвоприношение розы» Жан-Оноре Фрагонара, «Портрет аббата Гюреля» Эдуарда Мане;
- скульптуры: древнеримская «Минерва», «Поклонение волхвов» Кристофоро Мантегацца (настенный рельеф из мрамора) и «Вечная весна» Огюста Родена;
- искусство Восточной Азии: многочисленные китайские вазы и нефритовые скульптуры эпохи Цяньлун; гобелены, фарфор, мебель XVIII века, самая крупная публичная коллекция миниатюрного искусства в Америке и другие экспонаты, как правило, до 1800 года.

Коллекция также дополняется временными экспонатами, а в музее регулярно проходят хоровые концерты, а также занятия и семинары. Посетители также могут посетить кафе Croque Madame, столики которого в хорошую погоду устанавливают в саду. С 1944 года здесь также размещается Аргентинская академия литературы.

## Галерея

Живопись
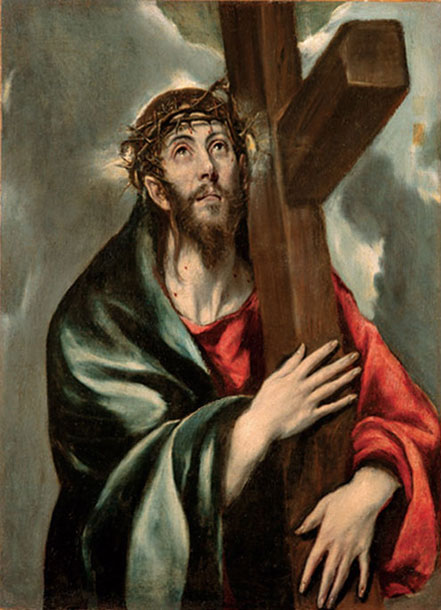
«Иисус, несущий крест», Эль Греко
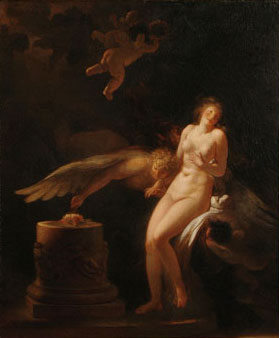
«Жертвоприношение розы», Жан-Оноре Фрагонар
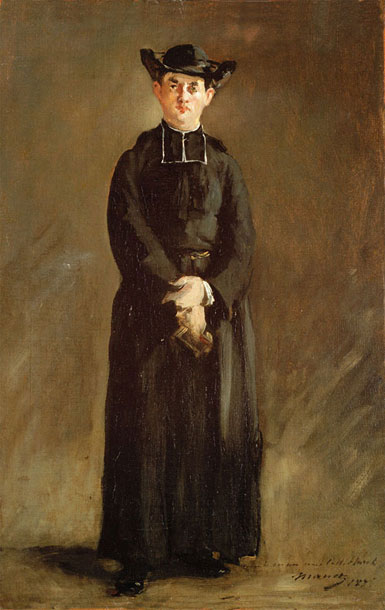
«Портрет аббата Гюреля», Эдуард Мане
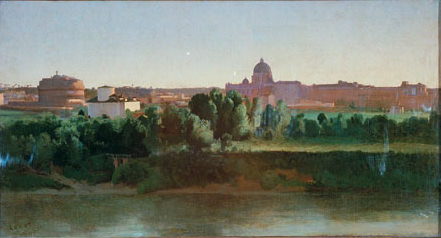
«Вид на замок Сент-Анж», Камиль Коро
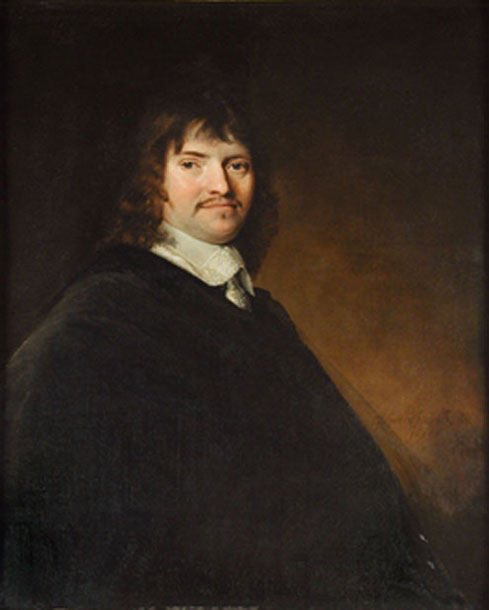
«Портрет джентльмена», Иоганнес Корнелисзон Верспронк
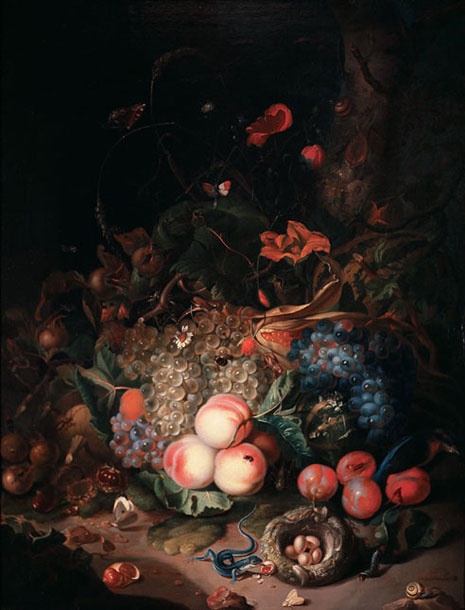
«Натюрморт», Рашель Рюйш